# 烏帽子岳 (木曽山脈)
烏帽子岳（えぼしだけ）は、木曽山脈（中央アルプス）の主稜線上にある奥念丈岳から南東方向に派生した稜線上にある標高2,194mの山。

## 概要
山頂からは、南駒ヶ岳、越百山といった中央アルプスの山々や、伊那谷を隔てた南アルプスが望めるため、東海地方などから日帰り登山に訪れる人が増加している。
なお、以前は国土地理院の地図には烏帽子ヶ岳と記載されていたが、2000年末の飯島町からの山名変更の申請に基づき、2001年に手続きを完了した。それに伴い山名は、烏帽子ヶ岳から烏帽子岳に変更された。

## 登山コース
登山道は、松川町の鳩打峠から小八郎岳を経る松川ルートと、飯島町から登る飯島ルートの2ルートがある。両方の登山道は、烏帽子岳の東約1kmのところで合流している。この登山道は、念丈岳まで続いている。
登山道は、地元有志が、毎年笹刈りを行っている。

## 周辺の山
| 名称     | 標高 （m） | 三角点 等級 | 烏帽子岳との 距離（km） | 備考             |
| -------- | ---------- | ----------- | ----------------------- | ---------------- |
| 奥念丈岳 | 2,303      |             | 3.4                     | 木曽山脈の主稜線 |
| 念丈岳   | 2,290.65   | 三等        | 2.7                     |                  |
| 池ノ平山 | 2,327      |             | 1.1                     |                  |
| 烏帽子岳 | 2,194.47   | 二等        | 0                       |                  |
| 小八郎岳 | 1,470.1    | 三等        | 2.7                     |                  |

木曽山脈（中央アルプス）の主な山は、木曽山脈を参照。

## 源流の河川
- 与田切川（天竜川の支流）
- 片桐松川（天竜川の支流）

## 関連画像

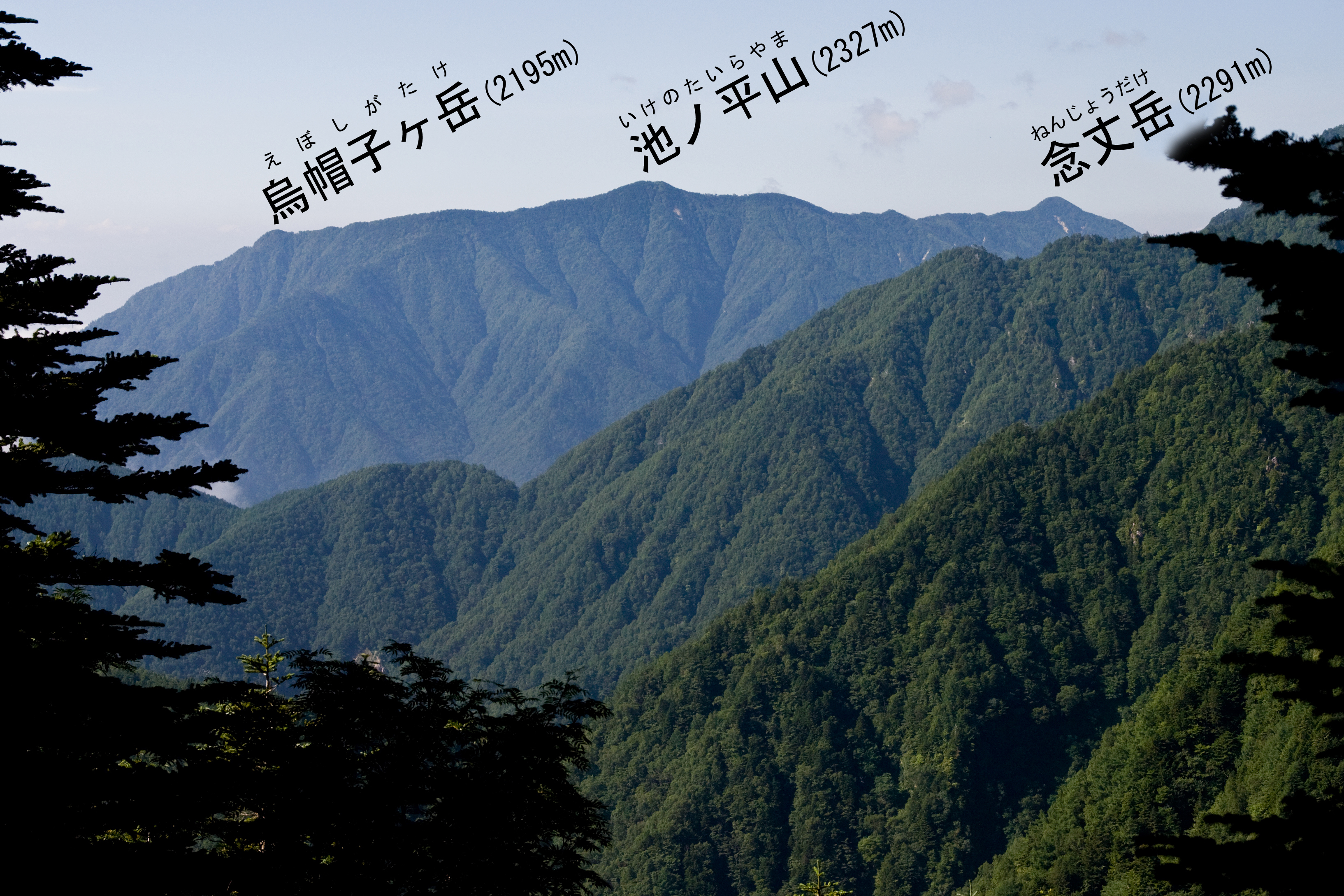
池山尾根から望む 烏帽子岳(左)と念丈岳(右)
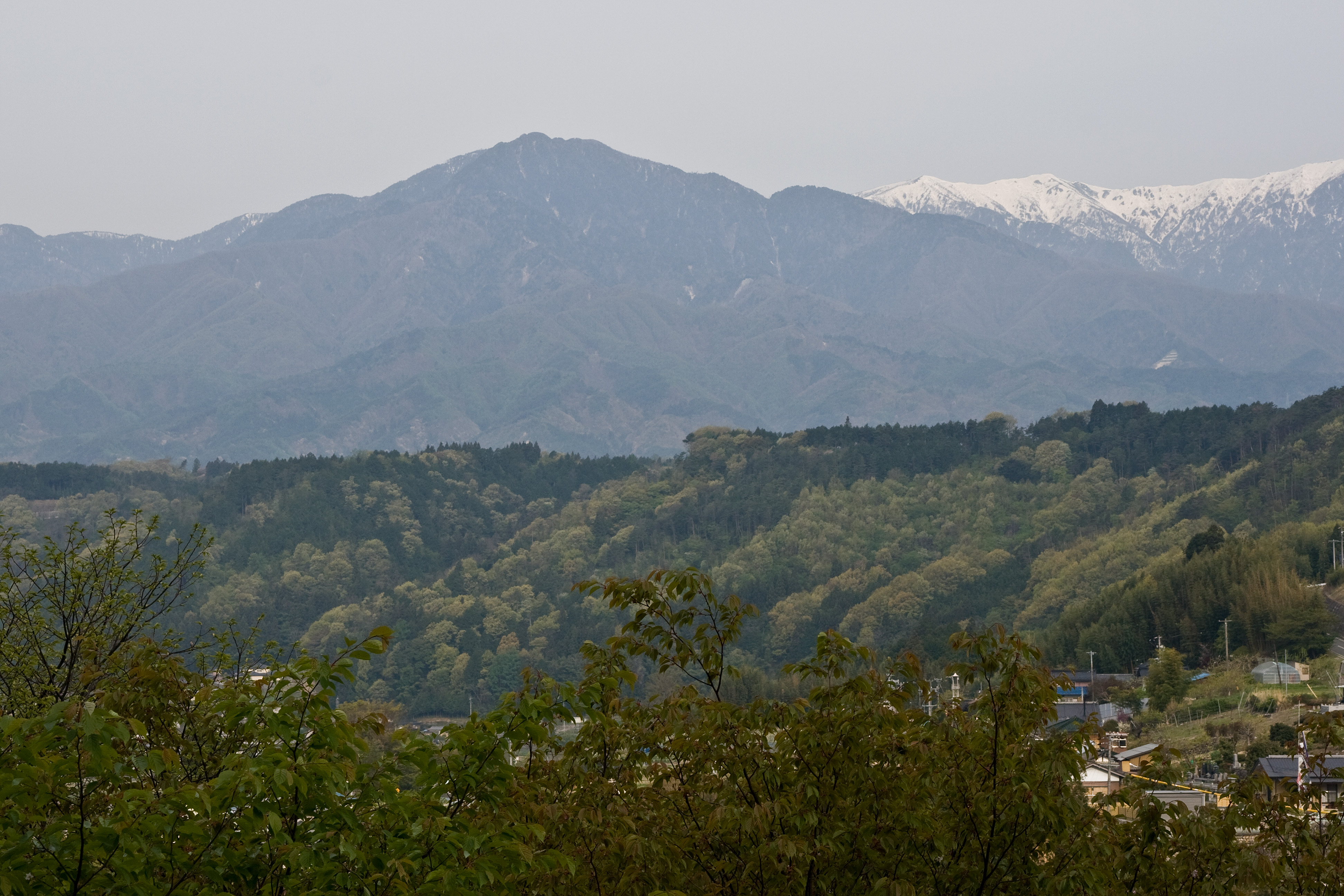
陣馬形山中腹から望む 烏帽子岳
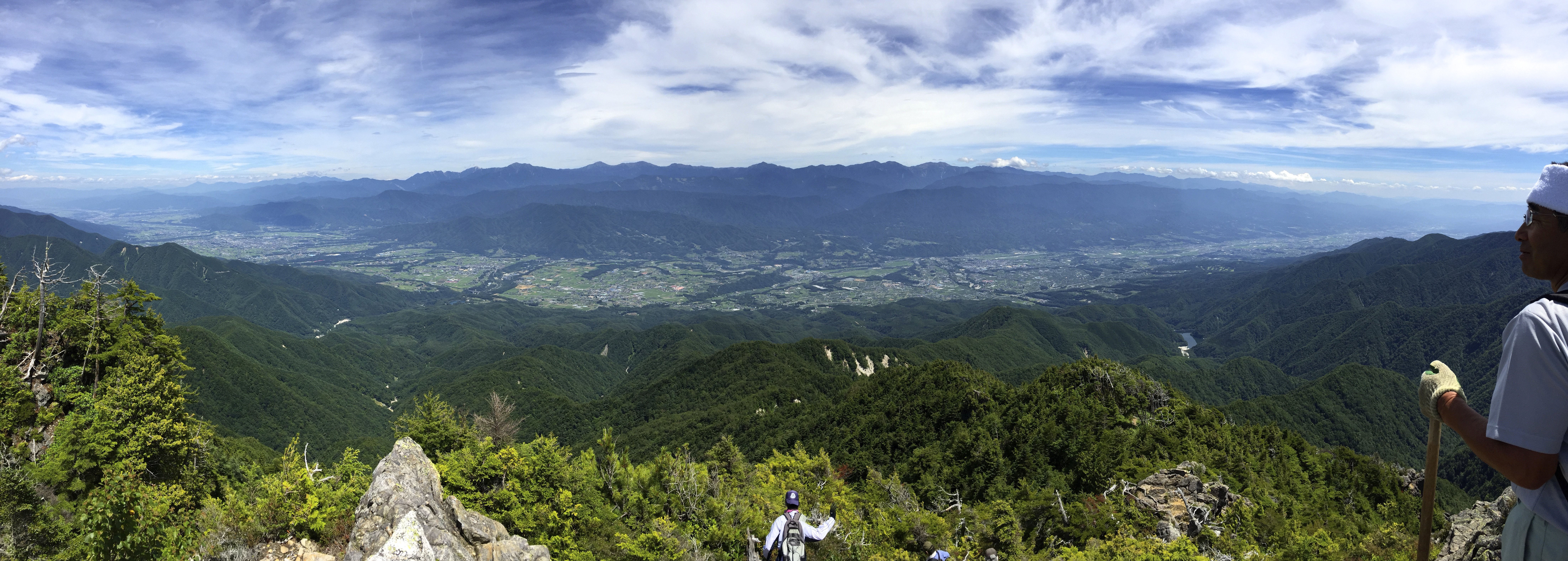
烏帽子岳山頂（烏帽子岩）から見る 伊那谷と南アルプス